# Colma (BART)
Colma es una estación en las líneas Pittsburg/Bay Point–SFO/Millbrae y Richmond–Millbrae del BART. La estación se encuentra localizada en 1335 Mission rd en South San Francisco California. La estación South San Francisco fue inaugurada el 24 de febrero de 1996.  Distrito de Transporte Rápido del Área de la Bahía es la encargada por el mantenimiento y administración de la estación.

## Descripción
La estación South San Francisco cuenta con 2 plataformas centrales y 2 vías. La estación también cuenta con 2,238 de espacios de aparcamiento.

## Conexiones
La estación es abastecida por las siguientes conexiones de autobuses: 